# Aiaki
Aiaki är en ort i Kiribati.   Den ligger i örådet Onotoa och ögruppen Gilbertöarna, i den sydöstra delen av landet, 500 km sydost om huvudstaden Tarawa. Aiaki ligger 8 meter över havet och antalet invånare är 186.
Terrängen runt Aiaki är mycket platt.  Närmaste större samhälle är Temao Village, 9,9 km nordväst om Aiaki. 